# 제2차 야마모토 내각
제2차 야마모토 내각(第2次山本内閣)은 예비역 해군대장 야마모토 곤노효에가 제22대 내각총리대신으로 임명되어, 1923년 9월 2일부터 1924년 1월 7일까지 존재한 일본의 내각이다.

## 재직 기간
- 1923년(다이쇼 12년) 9월 2일 ~ 1924년(다이쇼 13년) 1월 7일
- 재직 일수 : 128일

## 개요
1923년(다이쇼 12년) 8월 24일에 내각총리대신 가토 도모사부로가 급서하고, 같은 해 9월 1일에 간토 대지진 발생하는 혼란 속에서 내각이 조직되었다. 1923년(다이쇼 12년) 12월 27일에 발생한 도라노몬 사건의 영향으로 총사직하였다.
간토 대지진이 발생하였을 때 내각총리대신은 공석이었기 때문에 지진 발생 직후 섭정궁(훗날 쇼와 천황)에 의하여 가토 도모사부로 내각의 외무대신 우치다 고사이가 임시 수상으로 직무를 수행하였고, 내무대신 미즈노 렌타로와 경시총감 아카이케 아쓰시가 책임자로 사태를 수습하였다. 9월 2일 오후 3시 임시 내각회의에 의하여 임시지진재해구호사무국의 설치가 우선 정해졌다. 오후 5시에 섭정에 의하여 야마모토 내각이 성립하였다.

## 인사

### 국무대신
| 직책         | 대수 | 성명              | 성명 | 주요 경력            | 재직 기간                        | 비고 |
| ------------ | ---- | ----------------- | ---- | -------------------- | -------------------------------- | ---- |
| 내각총리대신 | 22   | 야마모토 곤노효에 |      | 백작·해군대장        | 1923년 9월 2일 ~ 1924년 1월 7일  |      |
| 외무대신     | 37   | 야마모토 곤노효에 |      | 백작·해군대장        | 1923년 9월 2일 ~ 1923년 9월 12일 | 겸직 |
| 외무대신     | 38   | 이주인 히코키치   |      | 남작 관동장관        | 1923년 9월 12일 ~ 1924년 1월 7일 |      |
| 내무대신     | 39   | 고토 신페이       |      | 자작·귀족원 의원     | 1923년 9월 2일 ~ 1924년 1월 7일  |      |
| 대장대신     | 23   | 이노우에 준노스케 |      | 일본 은행 총재       | 1923년 9월 2일 ~ 1924년 1월 7일  |      |
| 육군대신     | 30   | 다나카 기이치     |      | 남작·육군대장        | 1923년 9월 2일 ~ 1924년 1월 7일  |      |
| 해군대신     | 26   | 다카라베 다케시   |      | 해군대장             | 1923년 9월 2일 ~ 1924년 1월 7일  |      |
| 사법대신     | 25   | 덴 겐지로         |      | 남작·귀족원 의원     | 1923년 9월 2일 ~ 1923년 9월 6일  | 겸직 |
| 사법대신     | 26   | 히라누마 기이치로 |      | 검사총장 대심원장    | 1923년 9월 6일 ~ 1924년 1월 7일  |      |
| 문부대신     | 31   | 이누카이 쓰요시   |      | 문부대신             | 1923년 9월 2일 ~ 1923년 9월 6일  | 겸직 |
| 문부대신     | 32   | 오카노 게이지로   |      | 귀족원 의원 사법대신 | 1923년 9월 6일 ~ 1924년 1월 7일  |      |
| 농상무대신   | 31   | 덴 겐지로         |      | 남작·귀족원 의원     | 1923년 9월 2일 ~ 1924년 1월 7일  |      |
| 체신대신     | 27   | 이누카이 쓰요시   |      | 문부대신             | 1923년 9월 2일 ~ 1924년 1월 7일  |      |
| 철도대신     | 3    | 야마노우치 가즈지 |      | 홋카이도청장관       | 1923년 9월 2일 ~ 1924년 1월 7일  |      |

### 기타
| 직책         | 대수 | 성명              | 성명 | 주요 경력   | 재직 기간                        | 비고 |
| ------------ | ---- | ----------------- | ---- | ----------- | -------------------------------- | ---- |
| 내각서기관장 | 24   | 가바야마 스케히데 |      | 만철 이사   | 1923년 9월 2일 ~ 1924년 1월 7일  |      |
| 법제국장관   | 21   | 마쓰모토 조지     |      | 만철 부총재 | 1923년 9월 19일 ~ 1924년 1월 7일 |      |